# Niemeyera antiloga
Niemeyera antiloga là một loài thực vật có hoa trong họ Hồng xiêm. Loài này được (F.Muell.) T.D.Penn. mô tả khoa học đầu tiên năm 1991.